# Сантяй
Сантяй (каолан-санти, шантяй) — народ тайской группы на северо-востоке Вьетнама, численностью около 172 тыс. человек. Говорят на языке сантяй паратайской семьи, близком кантонскому диалекту китайского языка.

## Происхождение
Сантяй мигрировали во Вьетнам с юга Китая в  две волны: в начале XVII века и начале XIX века.

## Ареал
Сантяй проживают на территориях провинций Хатуен, Бактхай, Хоангльеншон, Виньфук, Хабак, Каобанг, Лангшон и Куангнинь.

## Субгруппы и языки
Сантяй разделяются на субэтнические группы: собственно сантяй, или санти, и каолан. Каолан говорят на языке каолан. Распространён также вьетнамский язык.

## Религия
Сантяй сохраняют традиционные верования.  Часть — конфуцианцы, буддисты и даосисты.

## Основные занятия
Основные занятия — земледелие (в основном рисоводство), животноводство и рыболовство. В пищу сантяй потребляют, в основном, рис.

## Социальная организация
Общество сантяй состоит из родов, каждый клан имеет свои собственные традиции и духа-покровителя. Социальная структура общества патрилинейная, то есть родство учитывается только по мужской линии. Место поселения брачных пар, патрилокальное, то есть жена проживает  доме мужа. Но она не покидает родительский дом сразу после вступления в брак, а только после того, как родит первого ребенка.
Каждая деревня имеет своего шамана, который занимается отправлением религиозных культов, также он часто совмещает роль главы деревни.

## Поселения
Поселения располагаются по берегам рек небольшими группами. Традиционные дома свайные, схожи с домами таи, но в последнее время получили распространение наземные — деревянные, прямоугольные, с четырёхскатной крышей. По представлениям сантяй архитектура дома воспроизводит тело божественного буйвола. Сантяй внимательно выбирают место, где будет строиться новый дом, его направление, дату и время постройки.

## Традиционная одежда
Женщины носят чёрные или тёмно-синие халаты с цветными аппликациями по бортам, богато орнаментированные нагрудники, длинные штаны и кушаки. Мужчины перешли на тайскую одежду.